# Segunda campaña oriental
La Segunda Campaña Oriental fue una campaña militar que tuvo lugar entre inicios agosto de 1898 y el 12 agosto del mismo año. en la Provincia de Oriente de Cuba, en el contexto de la Guerra de Cuba. Ha sido la campaña militar más corta de toda lo guerra y fue la que marcó el fin de la monarquía española en Cuba y del Imperio español en América Latina.

## Antecedentes históricos
Ni la Guerra de los Diez Años (1868-1878), ni la Guerra Chiquita (1879-1880), habían logrado conseguir el objetivo principal que se habían propuesto quienes las iniciaron: La independencia total y definitiva de la isla de Cuba de su potencia colonial, España.
Entre 1880 y 1895, Cuba se adentra en el período de su historia que ha pasado a ser conocido como la Tregua Fecunda, también conocido como el “Reposo turbulento”, pues fue una época de relativa paz y prosperidad económica en la colonia, aunque matizada por levantamientos e insurrecciones intermitentes, que no lograron consolidarse lo suficiente como para ser considerados como nuevas guerras de independencia.

## Contexto histórico
Una vez iniciada la década de 1890, los cubanos exiliados o emigrados, en su mayoría establecidos en los Estados Unidos, comienzan a agruparse en torno a la figura, cada vez más prominente, de José Martí.
En dicho contexto, se funda el Partido Revolucionario Cubano (PRC), el 10 de abril de 1892, como partido único que agrupaba a todos los cubanos y no-cubanos que deseaban la independencia total de Cuba, con el objetivo adicional de auxiliar también la de Puerto Rico.
Con Martí como Delegado (Jefe) del Partido, se decide nombrar a los generales Máximo Gómez y Antonio Maceo, como jefes primero y segundo, respectivamente, de la futura tercera guerra de independencia cubana que se estaba planeando. Esto ocurrió en 1893.
Ya para finales de 1894, todas las condiciones materiales y organizativas parecían estar bien preparadas, tanto dentro como fuera de la isla, para dar inicio a la nueva guerra. Sin embargo, el fracaso del Plan de la Fernandina, supuso un serio contratiempo para los planes independentistas cubanos.
No obstante, se decidió comenzar la guerra, con o sin condiciones propicias, el domingo 24 de febrero de 1895, un día de carnavales y fiestas populares, para sorprender desprevenidas a las autoridades coloniales españolas y facilitar el inicio de la contienda. Varios de los alzamientos planificados fracasaron, resultando en la muerte o captura de algunos jefes importantes.
Sin embargo, la guerra continuó, con el éxito de los alzamientos en las provincias de Oriente y Las Villas, pero no empezó a tomar verdadera fuerza, hasta los desembarcos de los Hermanos Maceo, Martí y Gómez en el mes de abril. Luego de muchos avatares, los Maceo, Martí y Gómez, junto a otros jefes desembarcados, lograron asumir el mando de las tropas mambisas, que cada día se iban haciendo más numerosas con la incorporación de veteranos y de nuevos reclutas.
En este contexto, dieron inicio la Primera Campaña Oriental, en los primeros días de mayo de 1895 y la Campaña Circular, en junio del mismo año. La primera, comandada por el Lugarteniente General Antonio Maceo y la segunda por el Generalísimo Máximo Gómez. Tras estas campañas, exitosas para las fuerzas cubanas, se desató la Invasión a Occidente, entre octubre de 1895 y enero de 1896, también exitosa para los cubanos.
Sin embargo, el Mayor general Antonio Maceo pereció en combate el 7 de diciembre de 1896, durante la Batalla de San Pedro. Esta muerte inoportuna fue un durísimo golpe para las fuerzas cubanas. El General en Jefe de los cubanos, Mayor general Máximo Gómez decidió nombrar como sucesor de Maceo en el cargo de Lugarteniente general al veterano Mayor general Calixto García, a la sazón Jefe del Primer Cuerpo del Ejército Mambí. El general Calixto inmediatamente se dio a la tarea de intensificar la guerra en su región, Oriente. Este fue el inicio de la Segunda campaña oriental.

## Campaña
Las principales batallas de esta campaña fueron las de Guáimaro (septiembre de 1896), Cascorro (septiembre a noviembre de 1896) Jiguaní y Baire (ambas en marzo de 1897), la Tercera toma de Las Tunas (agosto de 1897) y la Batalla de Guisa (noviembre de 1897). La batalla más importante de esta campaña fue la de Las Tunas.
Tras la entrada de Estados Unidos en la guerra, en junio de 1898, los esfuerzos del general Calixto se concentraron en auxiliar el desembarco estadounidense en la zona oriental de Cuba y en las batallas del Caney y San Juan. La guerra finalizó en agosto de 1898, y con ella, la Segunda campaña oriental.
El conjunto de acciones realizadas en el Oriente de Cuba, no solamente proporcionó abundante material bélico, sino que evidenció la fortaleza del Ejército Libertador a dos años y medio iniciada la guerra. La campaña, encabezada por el Lugarteniente General Calixto García, duró dos años, entre agosto de 1896 y 1898. Resultó victoriosa para los cubanos, ayudando a poner fin a la guerra.

## Consecuencias
La victoria de esta importante campaña militar tuvo como consecuencia, la intensificación de la guerra en el Oriente de Cuba, así como también demostró que el Ejército Mambí se encontraba activo y en pie de guerra, contrarrestando las campañas mediáticas españolas, que intentaban afirmar que los cubanos estaban derrotados y cerca de rendirse. Igualmente, las fuerzas cubanas obtuvieron importantes victorias militares, la incorporación de gran cantidad de combatientes a las filas mambisas y la obtención de nuevas armas y municiones.
A la par de esta campaña, el General Gómez desarrolló la Campaña de La Reforma. En pleno desarrollo de ambas campañas militares, tuvo lugar la Asamblea de La Yaya, a fines de 1897, en la cual se reconstituyó el Gobierno de la República de Cuba en Armas, nombrando como Presidente al Mayor general Bartolomé Masó, en sustitución de Salvador Cisneros Betancourt, tal como se había acordado antes de iniciar la guerra. Tras la conclusión exitosa de ambas campañas, finalizó la guerra y la autoridad española sobre Cuba.